# Juegos del Lejano Oriente
Los Juegos del Lejano Oriente, también (en inglés Far Eastern Games) fueron un evento multideportivo asiático realizado cada dos años considerado precursores de los Juegos Asiáticos.

## Historia
En 1912, E.S. Brown, presidente de la Asociación Atlética de Filipinas, propuso a China y a Japón la creación de los "Campeonato del Lejano Oriente". Para dicho momento William Cameron Forbes, era presidente de la Asociación Atlética Amateur de Filipinas. Cameron Forbes formó la Asociación Olímpica Lejano Oriente.
Los primeros Juegos del Lejano Oriente se celebraron el 4 de febrero de 1913 en el Complejo deportivo Rizal Memorial en Manila, Filipinas. William Cameron Forbes recibió el honor de declarar formalmente la inauguración de la primera edición de los Juegos. En este primer evento de ocho días participaron seis países: Filipinas, China, Japón, la Malasia británica, Tailandia y la colonia británica Hong Kong.
En 1915, el nombre cambió a Juegos del Lejano Oriente. Los juegos se realizaron cada dos años, excepto en 1929 cuando Japón decidió retrasar el evento hasta 1930. Desde este momento, la organización decidió cambiarlo con un cronograma de cada cuatro años. Fue así como la décima edición se realizó en Filipinas en 1934.
En septiembre de 1937, Japón invadió China por el Incidente del Puente de Marco Polo y dio comienzo a la segunda guerra sino-japonesa que posteriormente llegó a convertirse en la Segunda Guerra Mundial. Este hecho obligó a que los Juegos del Lejano Oriente de 1938 a realizarse Osaka (Japón) fueran cancelados y constituyera el fin de los Juegos del Lejano Oriente.

### Eventos y ediciones
Se organizaron diez ediciones de los Juegos del Lejano Oriente:

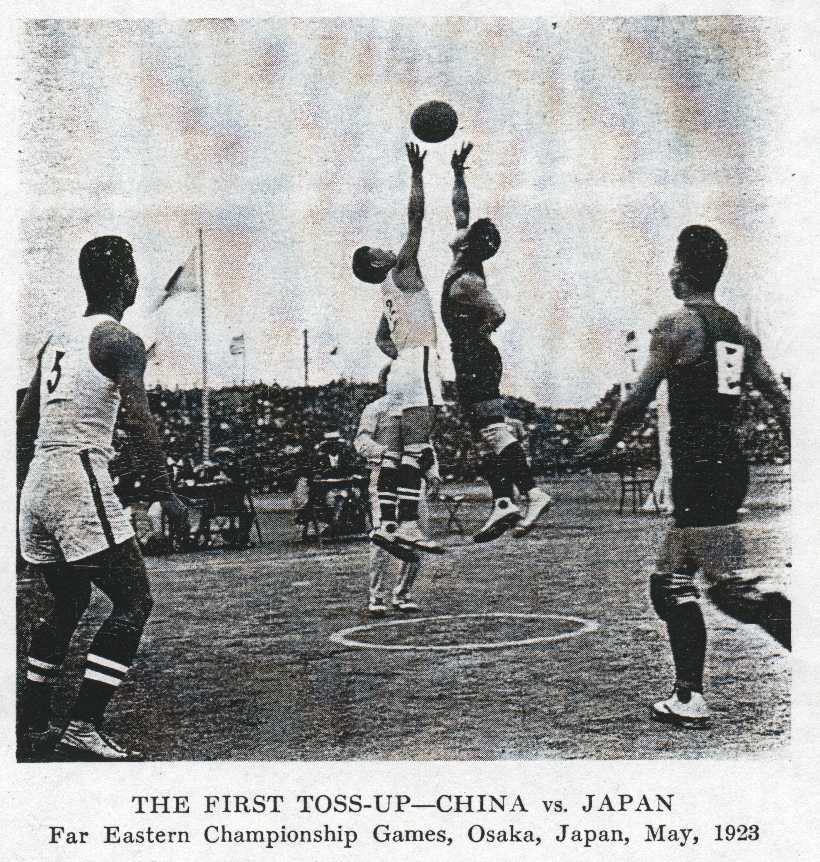
Juegos del Lejano Oriente de 1923.

| Año  | Evento                                    | Sede     | Sede      |
| ---- | ----------------------------------------- | -------- | --------- |
| 1913 | I Juegos del Lejano Oriente               | Manila   | Filipinas |
| 1915 | II Juegos del Lejano Oriente              | Shanghái | China     |
| 1917 | III Juegos del Lejano Oriente             | Tokio    | Japón     |
| 1919 | IV Juegos del Lejano Oriente              | Manila   | Filipinas |
| 1921 | V Juegos del Lejano Oriente               | Shanghái | China     |
| 1923 | VI Juegos del Lejano Oriente              | Osaka    | Japón     |
| 1925 | VII Juegos del Lejano Oriente             | Manila   | Filipinas |
| 1927 | VIII Juegos del Lejano Oriente            | Shanghái | China     |
| 1930 | IX Juegos del Lejano Oriente              | Tokio    | Japón     |
| 1934 | X Juegos del Lejano Oriente               | Manila   | Filipinas |
| 1938 | XI Juegos del Lejano Oriente (cancelados) | Osaka    | Japón     |